# Alex Mechanik
Alex Mechanik (* 18. Oktober 1986 in Tampa, Florida) ist ein US-amerikanischer Filmemacher, der bislang vor allem als Kurzfilmregisseur und -produzent sowie Drehbuchautor Erfolge zu verzeichnen hat. Er war unter anderem zehn Jahre in der Filmindustrie als Castingassistent für Blockbuster und als Filmeditor für Indie-Produktionen tätig. Für die Mitentwicklung des Drehbuchs zum Spielfilm May December (2023) wurde er gemeinsam mit seiner Ehefrau Samy Burch für den Oscar nominiert.

## Leben und Karriere

### Kindheit, Ausbildung und Arbeit als Castingassistent
Alex Mechanik wuchs in seiner Geburtsstadt Tampa auf. Als Kind einer film- und theaterbegeisterten Familie kam er bereits früh mit dem Medium Film in Berührung. Mechaniks Eltern förderten sein Interesse und schenkten ihm eine Filmkamera. Damit begann er unter Beteiligung seiner Geschwister und Freunde erste eigene Kurzfilme zu realisieren. Durch einige Programmkinos in Tampa und Sarasota gelang es ihm bereits im Jugendalter zahlreiche amerikanische und ausländische Autorenfilme zu sehen, darunter American Movie (1999), Dancer in the Dark oder Zeit der trunkenen Pferde (beide 2000). „Ich schaute mir alles an, was mir zur Verfügung stand“, so Mechanik über die damalige Zeit.
Mechanik studierte Filmwissenschaft an der New York University (NYU). Dort lernte er auch seine spätere Ehefrau Samy Burch kennen, Tochter der bekannten Castingregisseurin Jackie Burch (The Breakfast Club, Stirb langsam). Nach Abschluss seines Studiums begann Mechanik für Reality-TV-Produktionen zu arbeiten, ehe er als Castingassistent seine spätere Schwiegermutter bei Filmprojekten in North Carolina und Atlanta unterstützte. Weil ein anderer Mitarbeiter denselben Vornamen trug, trat er zu dieser Zeit als „Woody Mechanik“ in Erscheinung. Den Spitznamen soll er in Anlehnung an einen Arbeitsunfall im Büro mit einem Holzsplitter gewählt haben. Er unterstützte Jackie Burch unter anderem bei den Hollywood-Projekten Ant-Man (2015), Die Bestimmung – Allegiant und The Nice Guys (beide 2016).

### Realisierung erster Kurzfilme und Durchbruch mitMay December
Gemeinsam mit Samy Burch begann Mechanik kurz nach dem College Kurzfilme zu realisieren und auf amerikanischen Filmfestivals vorzustellen. Üblicherweise verfasste Burch bei den Projekten das Drehbuch, während er die Werke schnitt. So entstanden die Komödien Family Dinner (2012, Laufzeit: 9 min), All You Can Eat (2013, 14 min), Housewife Sonata (2013, 3 min), Beth (2016, 26 min) und Crown Prince (2017, 7 min). Große Aufmerksamkeit blieb den beiden für ihre Arbeiten verwehrt. Ein Achtungserfolg gelang Mechanik im Jahr 2014 mit der gemeinsam mit Brooke Bundy, Nigel DeFriez, Robert Malone, Kira Pearson, Jessie Levandov und Jonathan Rosenblit inszenierten Tragikomödie The Greggs. Die 20-minütige Produktion wurde beim Slamdance Film Festival preisgekrönt.
Der Durchbruch im Filmgeschäft ebnete Mechanik und Burch das Drehbuch zu Todd Haynes’ Spielfilm May December (2023) mit Natalie Portman und Julianne Moore in den Hauptrollen. Im Mittelpunkt der Handlung steht eine bekannte amerikanische Fernsehschauspielerin, die sich zu Recherchen mit der Frau trifft, die sie in einem Film über deren skandalbehaftete Beziehung 20 Jahre zuvor darstellen soll. Lose inspiriert von dem Fall der amerikanischen Lehrerin Mary Kay LeTourneau (1962–2020), skizzierten beide im Jahr 2019 den Handlungsstrang. Diesen übertrug Burch allein in ein fertiges Filmskript. Laut Mechanik wollten beide mit dem Werk „dramatisieren, wie die Öffentlichkeit auf [...] Skandale reagiert und wie sie sich in die aktuelle, von True Crime besessene Kultur entwickelt“. Mit der Figur der Schauspielerin Elizabeth Berry (Portman) sollte der Film sowohl satirisch als auch melodramatisch wirken. Burchs Drehbuch gelangte auf die Blacklist der besten unverfilmten Ideen Hollywoods. Obwohl das Paar zum damaligen Zeitpunkt über keine Agenten verfügte, wurde die Produzentin Jessica Elbaum (Gloria Sanchez Productions) auf den Stoff aufmerksam. Der fertige Film wurde in den Hauptwettbewerb des 76. Festivals von Cannes eingeladen und in Nordamerika vom Streaminganbieter Netflix veröffentlicht. Mechanik und Burch gewannen für ihre Arbeit unter anderem den Independent Spirit Award für das beste Drehbuchdebüt und erhielten eine Oscar-Nominierung zuerkannt.
Alex Mechanik und Samy Burch sind seit dem Jahr 2023 miteinander verheiratet. Beide zählen unter anderem Badlands – Zerschossene Träume (1973) und Harold und Maude (1971) zu ihren Lieblingsfilmen, von denen sie sich bei May December auch inspirieren ließen. Nach diesem Erfolg soll Mechanik seinen ersten Spielfilm für die Gloria Sanchez Productions inszenieren, zu dem er auch das Drehbuch verfasste. Die Handlung wurde wiederum von dem Paar erneut gemeinsam erdacht.

## Filmografie (Auswahl)

### Regie
- 2012: Family Dinner (Kurzfilm – Co-Regie, Kamera und Schnitt)
- 2013: All You Can Eat (Kurzfilm – Co-Regie und -Drehbuch, Kamera sowie Schnitt)
- 2013: Housewife Sonata (Kurzfilm – Co-Regie und Schnitt)
- 2014: The Greggs (Kurzfilm – Co-Regie und -Produktion)
- 2016: Bev (Kurzfilm – Co-Regie)
- 2017: Crown Prince (Kurzfilm – Co-Regie, -Produktion und Schnitt)

### Drehbuch
- 2013: All You Can Eat (Kurzfilm)
- 2017: Crown Prince (Kurzfilm)
- 2023: May December (Story)

### Schnitt
Soweit nicht unter Regie aufgeführt:
- 2016: The Old Man: Peter Bogdanovich Remembers John Ford (Dokumentar-Kurzfilm)
- 2016: Free Republic: The Story of Herbert J. Yates and the Quiet Man (Dokumentar-Kurzfilm)
- 2016: A Tribute to Maureen O’Hara (Dokumentar-Kurzfilm)
- 2016: Listen: Facing Addiction in America (TV, Kurzfilm)
- 2019: And I Need a Haircut (Kurzfilm)
- 2019–2020: Gourmet Makes (Fernsehserie, 2 Folgen)
- 2020: Ear Ache (Kurzfilm)
- 2020–2024: Architectural Digest (TV-Dokumentationsserie, 21 Folgen)
- 2024: Almost Already Famous (TV, Kurzfilm)

## Auszeichnungen
- 2014: Spirit of Slamdance Award für The Greggs (gemeinsam mit Brooke Bundy, Nigel DeFriez, Robert Malone, Kira Pearson, Jessie Levandov und Jonathan Rosenblit)

Eine Auswahl der gemeinsam mit Samy Burch erhaltene Auszeichnungen und Nominierungen für May December:
- 2023: Boston Online Film Critics Association Award (Bestes Drehbuch)
- 2024: Independent Spirit Award (Bestes Drehbuchdebüt)
- 2024: Nominierung – Oscar (Bestes Originaldrehbuch)
- 2024: Nominierung – Writers Guild of America Award (Bestes Originaldrehbuch)